# Jan Ekström (Schriftsteller)
Jan Ekström (* 2. November 1923 in Falun; † 17. August 2013) war ein schwedischer Schriftsteller.

## Leben
Ekström studierte Nationalökonomie, Slawische Sprachen, Englisch und Statistik an der Universität Lund. Abschließend betrieb er eine Werbeagentur.
1961 debütierte Ekström mit dem Kriminalroman Döden fyller år, der später unter dem Titel „Die Briefe der schönen Schwedin“ auf Deutsch erschien, als Autor. Schnell erreichte er eine gewisse Popularität und seine Romane Träfracken und Morianerna wurden bereits kurz nach der Veröffentlichung verfilmt. Spielten seine Bücher anfangs in Schweden, nutzte er ab den 1980er Jahren auch Städte wie Paris als Schauplatz der Handlung. Neben seinen Kriminalromanen veröffentlichte er Novellen sowie Fachartikel in der wirtschaftswissenschaftlichen Presse.
Für sein Werk erhielt Ekström diverse Auszeichnungen. So wurde er etwa 1963 mit dem Sherlock-priset der Zeitung Expressen oder 1997 mit dem Grand Master-diplom der Svenska Deckarakademin ausgezeichnet.

## Werke
- Die Briefe der schönen Schwedin, 1962 („Döden fyller år“)
- Die Patience geht auf, 1963 („Döden går i moln“)
- Unter dem Siegel der Botschaft, 1988 („Blommor till rose“)

## Verfilmungen
- 1965: Die Verkommenen (Morianerna) – Regie: Arne Mattsson
- 1966: Dr. Westers letzter Patient (Träfracken) – Regie: Lars-Magnus Lindgren